# Grande Prêmio de San Marino de 1999
Resultados do Grande Prêmio de San Marino de Fórmula 1 (formalmente XIX Gran Premio Warsteiner di San Marino) realizado em Imola em 2 de maio de 1999. Foi a terceira etapa daquela temporada e teve como vencedor o alemão Michael Schumacher.

## Resumo
Michael Schumacher (Ferrari) foi o vencedor da etapa, depois que o finlandês Mika Häkkinen (McLaren-Mercedes) cometeu um erro na 17ª volta da corrida e foi obrigado a abandonar. David Coulthard, companheiro de Häkkinen na McLaren, e o brasileiro Rubens Barrichello, da Stewart-Ford, completaram o pódio.
Estreia de Mika Salo na BAR, substituindo o lesionado Ricardo Zonta.
Centésima corrida da equipe Sauber.
Estreia de Bernd Mayländer no carro de segurança, assumindo a titularidade um ano depois 

## Classificação da prova
| Pos.   | Nº | Piloto                | Construtor         | Voltas | Tempo/Diferença | Grid | Pontos |
| ------ | -- | --------------------- | ------------------ | ------ | --------------- | ---- | ------ |
| 1      | 3  | Michael Schumacher    | Ferrari            | 62     | 1:33:44.792     | 3    | 10     |
| 2      | 2  | David Coulthard       | McLaren-Mercedes   | 62     | + 4.265         | 2    | 6      |
| 3      | 16 | Rubens Barrichello    | Stewart-Ford       | 61     | + 1 volta       | 6    | 4      |
| 4      | 7  | Damon Hill            | Jordan-Mugen/Honda | 61     | + 1 volta       | 8    | 3      |
| 5      | 9  | Giancarlo Fisichella  | Benetton-Playlife  | 61     | + 1 volta       | 16   | 2      |
| 6      | 11 | Jean Alesi            | Sauber-Petronas    | 61     | + 1 volta       | 13   | 1      |
| 7      | 23 | Mika Salo             | BAR-Supertec       | 59     | Pane elétrica   | 19   |        |
| 8      | 20 | Luca Badoer           | Minardi-Ford       | 59     | + 3 voltas      | 22   |        |
| 9      | 21 | Marc Gené             | Minardi-Ford       | 59     | + 3 voltas      | 21   |        |
| 10     | 17 | Johnny Herbert        | Stewart-Ford       | 58     | Motor           | 12   |        |
| 11     | 5  | Alessandro Zanardi    | Williams-Supertec  | 58     | Spun off        | 10   |        |
| Ret    | 12 | Pedro Paulo Diniz     | Sauber-Petronas    | 49     | Spun off        | 15   |        |
| Ret    | 18 | Olivier Panis         | Prost-Peugeot      | 48     | Acelerador      | 11   |        |
| Ret    | 4  | Eddie Irvine          | Ferrari            | 46     | Engine          | 4    |        |
| Ret    | 8  | Heinz-Harald Frentzen | Jordan-Mugen/Honda | 46     | Spun off        | 7    |        |
| Ret    | 15 | Toranosuke Takagi     | Arrows             | 29     | Pressão do óleo | 20   |        |
| Ret    | 6  | Ralf Schumacher       | Williams-Supertec  | 28     | Pane elétrica   | 9    |        |
| Ret    | 1  | Mika Häkkinen         | McLaren-Mercedes   | 17     | Acidente        | 1    |        |
| Ret    | 14 | Pedro de La Rosa      | Arrows             | 5      | Colisão         | 18   |        |
| Ret    | 10 | Alexander Wurz        | Benetton-Playlife  | 5      | Colisão         | 17   |        |
| Ret    | 22 | Jacques Villeneuve    | BAR-Supertec       | 0      | Câmbio          | 5    |        |
| Ret    | 19 | Jarno Trulli          | Prost-Peugeot      | 0      | Spun off        | 14   |        |
| Fonte: |    |                       |                    |        |                 |      |        |

## Tabela do campeonato após a corrida
| Pos. | Piloto                | Pontos |
| ---- | --------------------- | ------ |
| 1    | Michael Schumacher    | 16     |
| 2    | Eddie Irvine          | 12     |
| 3    | Mika Häkkinen         | 10     |
| 4    | Heinz-Harald Frentzen | 10     |
| 5    | Ralf Schumacher       | 7      |

| Pos. | Construtor         | Pontos |
| ---- | ------------------ | ------ |
| 1    | Ferrari            | 28     |
| 2    | McLaren-Mercedes   | 16     |
| 3    | Jordan-Mugen/Honda | 13     |
| 4    | Williams-Supertec  | 7      |
| 5    | Stewart-Ford       | 6      |

- Nota: Somente as primeiras cinco posições estão listadas.